# Pass von Ambelos
Pass von Ambelos, Ambelos-Pass oder Seli Ambelou (griechisch Αμπέλος Αυχήν Ambelos Afhin = Weinrebenpass; griechisch Σελί Αμπέλου) wird ein etwa 900 m hoher Gebirgspass im Norden der Lasithi-Hochebene genannt.
Im Sommer bläst der Nordwind Meltemi hier sehr stark, weshalb man zur venezianischen Zeit 24 Windmühlen zum Mahlen von Getreide errichtet, die bis zum Zweiten Weltkrieg in Betrieb waren. Zwei der inzwischen verfallenen Mühlen wurden restauriert. Sie verfügten im oberen Stockwerk über Wohnräume. Folgt man dem Gebirgskamm etwa 600 m nach Osten so erreicht man die archäologische Stätte auf dem Agios Georgios Papoura.